# Uranotaenia mendiolai
Uranotaenia mendiolai är en tvåvingeart som beskrevs av Francisco E. Baisas 1935. Uranotaenia mendiolai ingår i släktet Uranotaenia och familjen stickmyggor.
Artens utbredningsområde är Filippinerna. Inga underarter finns listade i Catalogue of Life.